# Grandolobus vittatipennis
Grandolobus vittatipennis är en insektsart som beskrevs av Fowler. Grandolobus vittatipennis ingår i släktet Grandolobus och familjen hornstritar. Inga underarter finns listade i Catalogue of Life.